# Jigsaw (comics)
Pour les articles homonymes, voir Jigsaw.
Jigsaw (parfois appelé Le Puzzle ou plus simplement Puzzle en version française) est un vilain appartenant à l'univers de Marvel Comics. Il est apparu pour la première fois dans Amazing Spider-Man #162, en novembre 1976. Il devint par la suite un des ennemis récurrents du Punisher. Malgré les méthodes expéditives employées par ce dernier avec les criminels, Jigsaw est jusqu'ici parvenu à ne pas se faire tuer.

## Biographie du personnage
Billy Russo est un assassin travaillant pour le compte de la Maggia. Il était connu pour sa beauté.
Un jour, il est désigné pour tuer Frank Castle, un autre assassin qu'il n'avait pas réussi à éliminer. Dans le combat, Castle échappe de peu à la mort, soufflé par une explosion. Le Punisher remonte la piste de Russo jusqu'à une boîte de nuit, où il tue plusieurs criminels. Le Punisher fait passer la tête de Russo à travers une vitre et ce dernier a le visage déchiqueté. Il est rafistolé à la va-vite, gardant à jamais des cicatrices faciales. C'est à partir de cet événement qu'il est surnommé Jigsaw (le Puzzle).
Il affronte plus tard Spider-Man et Diablo, puis de nouveau le Punisher, qu'il voulait droguer. Le justicier l'empêche  de s'évader de prison après une émeute carcérale.
Par la suite, Russo devient le dévot d'un démon appelé le Rév. Ce dernier le ressuscite quand il est tué par le Punisher. Quand le Punisher se fait passer pour mort, Jigsaw est pris d'une colère folle et se fait passer pour le Punisher lui-même, dans le but de « punir » ceux qui l'ont empêché de tuer Castle en premier.
À sa dernière sortie de prison, Jigsaw rejoint l'association de criminels mise en place par The Hood.

## Personnalité
Avant de rencontrer le Punisher, Billy Russo était un homme très soucieux et fier de son apparence. Après la destruction de son visage, Russo perdit la raison, au point qu'il passa par des crises de démence. Ses crises se passaient de deux façons:
-Soit il veut à tout prix tuer le Punisher et tous ceux qui sont liés de près ou de loin à la création de ce dernier, (car Jigsaw considère toutes les personnes responsables (indirectement ou non) de la création du Punisher comme également responsable de sa défiguration (il a ainsi interrogé et tué l'homme ayant fourni les armes ayant tué la famille de Castle).
- Il a une peur paranoïaque du justicier et veut se cacher de lui par tous les moyens.
Il a de plus développé une phobie du verre après son accident.

## Pouvoirs et capacités
Jigsaw n'a pas de super-pouvoirs. Il est toutefois un bon tireur, et un combattant expérimenté, égalant même le Punisher dans ce domaine. Au fil de ses années dans la pègre, il a acquis une vaste expérience dans les domaines des techniques de combat de rue et de l'utilisation d'armes à feu et d'arme blanche.
C'est également un stratège de génie et un leader charismatique.

## Apparitions dans d'autres médias
Sauf indication contraire, les informations mentionnées dans cette section peuvent être confirmées par la base de données cinématographiques IMDb,  présente dans la section « Liens externes ».

### Films
Interprété par Dominic West

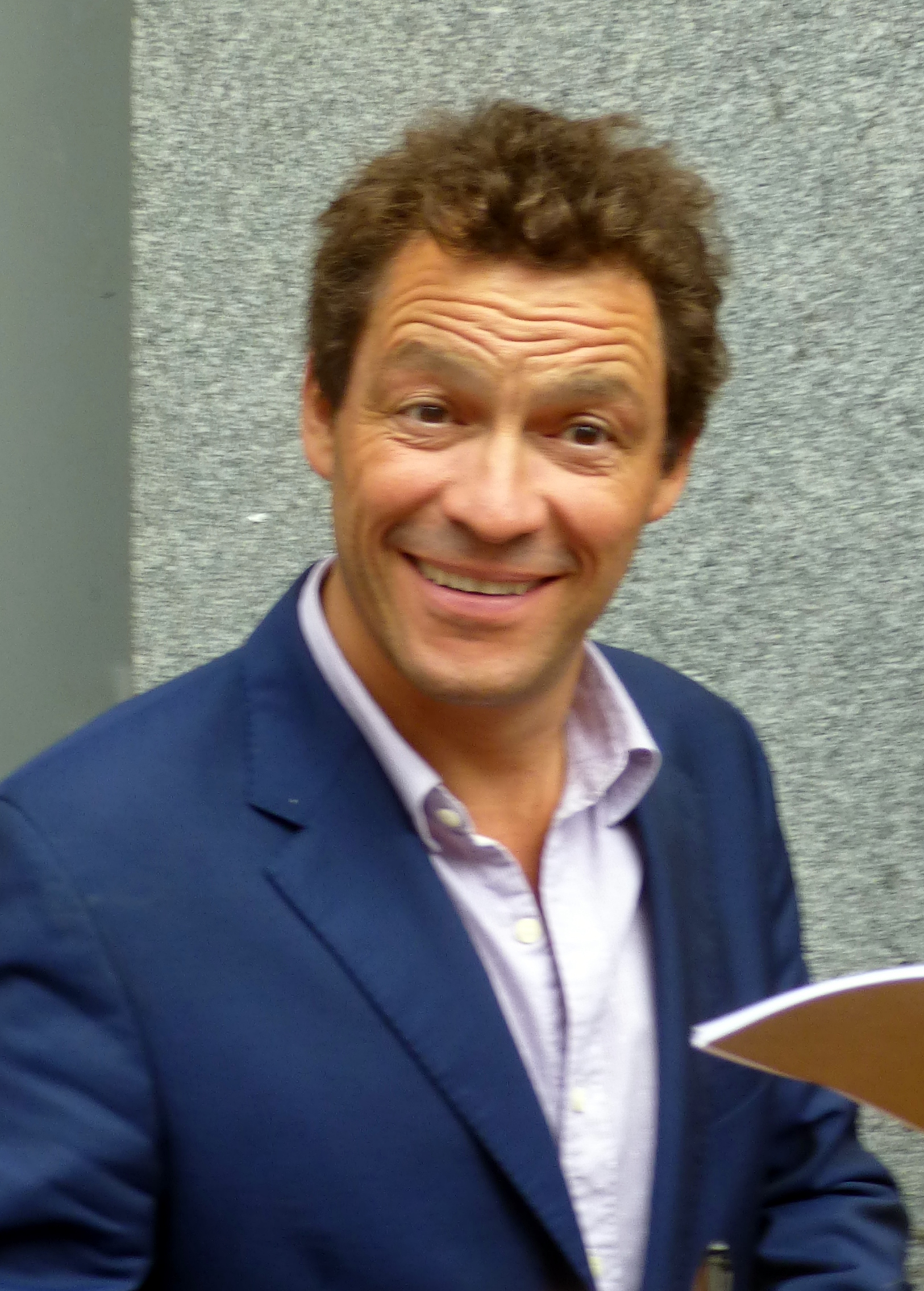
Dominic West incarne Jigsaw dans Punisher : Zone de guerre (2008)

- 2008 : Punisher : Zone de guerre réalisé par Lexi Alexander – Dans cette version, le vrai nom de Jigsaw a été légèrement modifié pour Billy « The Beaut » Russoti. Alors qu'il assistait à une réunion, le Punisher attaque et tue une famille de la mafia. Billy s'échappe et est poursuivi par le Punisher. Plus tard, Billy tombe accidentellement dans un broyeur de verre, et le Punisher enclenche la machine. Russoti ne meurt pas mais son visage est horriblement défiguré. Son chirurgien plastique est incapable de restaurer son visage, indiquant que le visage, les muscles, les tendons et la peau de Billy étaient irréparables. Après avoir tué le chirurgien, il souhaite se venger du Punisher, passant sous le nom de "Jigsaw". Il sort alors son frère mentalement instable, James « Looney Bin Jim » Russoti, d'un hôpital psychiatrique et ils planifient leur revanche sur le Punisher. Il meurt finalement empalé sur un poteau de métal aiguisé par le Punisher avant qu'il ne soit jeté dans un feu.

### Télévision

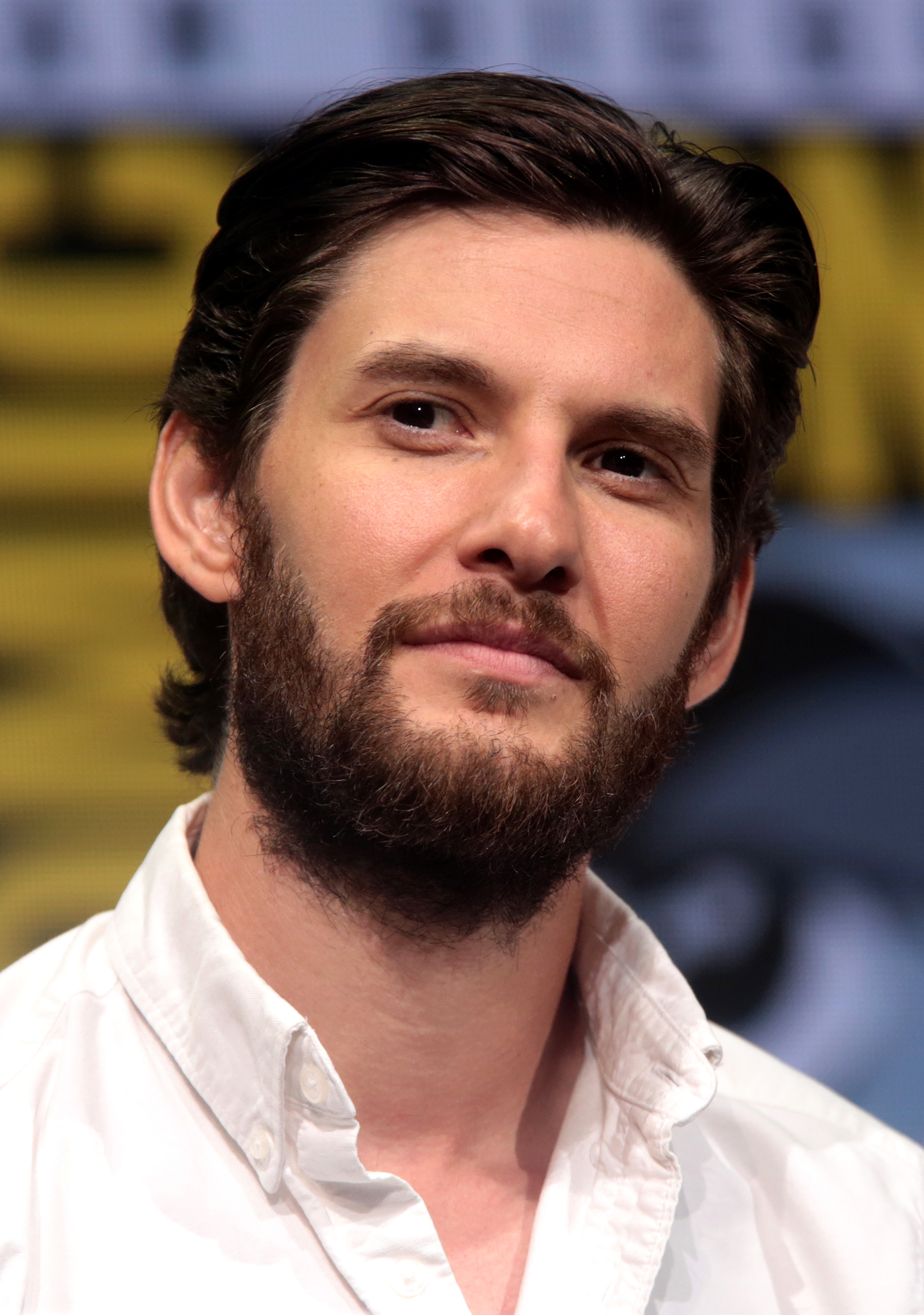
Ben Barnes incarne Jigsaw dans la série The Punisher (2017)

Interprété par Ben Barnes dans l'univers cinématographique Marvel
- 2017 - The Punisher (série télévisée) - Billy Russo est un ancien camarade de bataillon de Frank Castle, qui le considère comme son meilleur ami et avec qui il a participé à l'opération Cerbere en Afghanistan. Revenu aux États-Unis, il quitte l'armée pour créer sa propre société militaire privée, Anvil. En secret, il collabore avec William Rawlins, agent haut placé de la CIA et responsable de Cerbere, en fait une opération illégale financée par le trafic d'héroïne. Quand Castle découvre que Russo savait tout sur Cerbere et la mort de sa famille, le conflit devient inévitable. Lors de leur dernier affrontement au manège où Castle a perdu sa femme et ses enfants, le Punisher prend le dessus et préfère lacérer le visage de son ancien partenaire avec des morceaux de miroir, estimant que la mort est un châtiment trop simple pour Billy. Frank espère que les cicatrices que son ancien ami portera lui rappelleront chaque jour le mal qu'il a fait. Seulement, l'affrontement au manège laisse surtout de graves séquelles cérébrales à Russo, qui oublie tout de son identité et de son passé. La dernière image qui soit claire dans son esprit, brisé en mille morceaux à l'image d'un puzzle, est un cauchemar qui le hante chaque nuit : le crâne du Punisher. Extrêmement instable, Billy s'échappe de l'hôpital psychiatrique où il est traité et cherche à retrouver ses souvenirs. Bien vite, il retombe dans ses vices passés, s'alliant avec des vétérans laissés pour compte qui organisent un braquage. En parallèle, Billy vit une histoire d'amour passionnée avec sa psychiatre, Krista Dumont, qui finit par l'assister dans ses crimes. L'évasion de Russo amène Frank Castle, Curtis Hoyle et Dinah Madani à traquer l'ancien militaire pour "finir le travail". Quand il découvre que c'est son meilleur ami qui a essayé de le tuer et l'a défiguré, Russo se jure de tuer Frank Castle. Billy rassemble donc une véritable armée, et se retrouve à la tête d'un gang qui terrorise les rues de New York, agissant depuis un refuge nommé "Valhalla". Toutefois, il ne parvient pas à briser le Punisher après une nouvelle confrontation, et cherche à fuir avec Dumont. Madani les retrouve alors, et blesse grièvement Russo. Billy se traîne jusqu'au local de Curtis, mourant, et demande à celui ci de ne pas le laisser mourir seul : Curtis n'appelle pas la police mais lui envoie Frank. Alors que Billy s'apprête à s'excuser pour tout ce qu'il a pu faire, Castle l'abat froidement, mettant ainsi fin à ses souffrances.

### Jeux vidéo
- 1990 : Punisher (Game Boy)
- 1993 : The Punisher (arcade)
- Le personnage de John Saint apparaît dans le jeu The Punisher  (qui est la suite du film sorti la même année) sorti sur PS2 en 2005. Il est devenu Jigsaw après les évènements du film.
- Jigsaw est un personnage jouable dans le jeu téléchargeable sur Playstation Network : The Punisher: No Mercy.